# Quận của tỉnh Hautes-Pyrénées
3 quận của tỉnh Hautes-Pyrénées gồm:
1. Quận Argelès-Gazost, (quận lỵ: Argelès-Gazost) với 6 tổng và 89 xã. Dân số của quận này là 39.451 người năm 1990, 38.633 người năm 1999, tăng trưởng dân số là 2.07%.
2. Quận Bagnères-de-Bigorre, (quận lỵ: Bagnères-de-Bigorre) với 9 tổng và 160 xã. Dân số của quận này là 45.982 người năm 1990, và 44.896 người năm 1999, tăng trưởng dân số là 2.36%.
3. Quận Tarbes, (tỉnh lỵ của tỉnh Hautes-Pyrénées: Tarbes) với 19 tổng và 225 xã. Dân số của quận này là 139.326 người năm 1990, và 138.839 người năm 1999, tăng trưởng dân số là 0.35%.